# Naughty Mae
Naughty Mae는 대한민국의 가수다. 2021년 싱글 《Say》로 데뷔했다.

## 방송
- 쇼미더머니 8 (2019) - Top54

## 음반
- Say (2021)